# George A. Jeckell
George Allen Jeckell (né le 25 juillet 1880 - mort le 30 mai 1950) est un éducateur, fonctionnaire et homme politique canadien du Yukon. Professeur à Dawson City et inspecteur du revenu pour l'Agence du revenu du Canada, il a été commissaire du Yukon de 1932 à 1946.
Né à Exeter (Ontario), il est le fils de William Jeckell et d'Essy Case. Il a étudié à Exeter, Goderich ainsi qu'à des écoles normales des Territoires du Nord-Ouest et du Yukon. En 1933, il épouse en secondes noces Anna Theresa Boyle.